# (9845) Okamuraosamu
(9845) Okamuraosamu est un astéroïde de la ceinture principale.

## Description
(9845) Okamuraosamu est un astéroïde de la ceinture principale. Il fut découvert le 27 mars 1990 à Kitami par Kin Endate et Kazuro Watanabe. Il présente une orbite caractérisée par un demi-grand axe de 2,80 UA, une excentricité de 0,16 et une inclinaison de 8,2° par rapport à l'écliptique.

## Compléments